# بایرام اولگون
بایرام اولگون (انگلیسی: Bayram Olgun؛ زادهٔ ۶ آوریل ۱۹۹۰) بازیکن فوتبال اهل ترکیه است.
از باشگاه‌هایی که در آن بازی کرده‌است می‌توان به باشگاه فوتبال مانیسااسپور و باشگاه فوتبال آنکاراگوچو اشاره کرد.
وی همچنین در تیم‌های ملی فوتبال Turkey national under-19 football team و زیر ۲۱ سال ترکیه بازی کرده‌است.